# Turritella banksii
Turritella banksii là một loài ốc biển, là động vật thân mềm chân bụng sống ở biển thuộc họ Turritellidae.